# Leliegracht 2
Leliegracht 2 en Herengracht 148a te Amsterdam is een gebouw op de hoek van de Leliegracht en Herengracht in Amsterdam-Centrum. Op 21 september 2004 is het gebouw, staande tussen twee rijksmonumenten tot gemeentelijk monument verklaard. Ook de voor de deur liggende Anton Jolingbrug is gemeentelijk monument.

## Gebouw oud
De hoek tussen beide grachten is al eeuwenoud. Aan beide grachten zijn veelal grachtenpanden gebouwd met souterrain, woningen en opslagruimten. Het vermeld gebouw wijkt daarin af.
Eerste beelden van het gebouw zijn via het Grachtenboek rond 1791 de wereld in gebracht. Toen stond op deze hoek volgens de tekeningen (gezien vanaf de Herengracht) al een gebouw dat groter en hoger was dan zijn buurpanden. Het had boven het souterrain vier raamrijen (horizontaal) en vijf raamgangen (verticaal). De hoek kende op de begane grond een typisch Amsterdamse indeling. De hoek werd niet gedragen door de baksteen gevel, maar door een houtconstructie met glas. De winkelruimte met pothuis had (gezien vanaf de Leliegracht) twee woonetages boven zich, waarop drie opslagruimten gebouw waren. De bovenste twee daarvan waren geplaatst in het puntdak, dat in de gevel aan de Leliegracht een halsgevel met klauwhamers had. Tot circa 1900 voldeed het op de noordwestelijke hoek staande gebouw aan die omschrijving.
Rond dat jaar gaf de in 1892 van Johannes Cornelis Reich (banketbakker) geworden weduwe Maria Johanna Peternella van IJsseldijk opdracht om op de hoek een nieuw gebouw neer te zetten. Daartoe werd het architectenduo Jan van Rossem en Willem Vuyk ingeschakeld. Zelf woonde ze elders in de stad en vanaf 1901 te Baarn. Lang kon de weduwe er niet van genieten, zo overleed zelf in januari 1904 in Baarn. Ondertussen was Apotheek de Lelie (Volks-apotheek) uitbreidend vanuit Leliegracht 4, in het gebouw getrokken, een zaak die het tot eind jaren twintig van de 20e eeuw volhield. Ze brachten onder meer Lelie Hoestpastilles op de markt, die bescherming zouden bieden aan de Spaanse griep.

## Gebouw nieuw
Opnieuw kwam er een opvallend hoog en groot gebouw. Het werd neergezet op een rechthoekige plattegrond. De ingang werd geplaatst op het maaiveldniveau, alhoewel het gebouw wel een souterrain heeft (de trapopgang is in het gebouw gesitueerd). De begane grond laat daarbij alleen maar natuursteen zien tot en met de lijst tussen begane grond en eerste verdieping, daarboven is het grotendeels baksteen. Het gebouw kreeg daarbij voorts een zijingang aan de Herengracht; tussen huisnummers 148 en 150 werd 148a bedacht. Vanuit die hardstenen begane grond komen hardstenen consoles naar voren om de twee erkers te ondersteunen. De eerste ramenrij bestaat uit enigszins terug geplaatste rechthoekige ramen, maar wel met een boogconstructie daarboven. Rondom de ramen zijn er banden en sluitstenen van natuursteen; het raam in de erker op de hoek heeft aan de onderzijde een abstracte versiering.
De ramenrijen op tweede en derde verdieping zijn eveneens rechthoekig met daarboven rechte natuursteen balken met weinig zichtbare boogconstructies erboven. De ramenrij op de derde verdieping kent dezelfde constructie, maar de bogen zijn nu verdwenen. De ramenrij op de vierde verdieping heeft weer een andere vorm. Deze hebben alle een rondboogconstructie zonder natuursteen. Het gebouw wordt afgesloten met een natuurstenen daklijst. De twee erkers (op de hoek en aan de Herengracht) zijn opgetrokken uit baksteen en hebben op de tweede en derde verdieping natuurstenen randstenen. De bovenzijde van de erkers dienen voor de vierde etage tot vloer van balkons, beide met natuurstenen balustraden. Het balkon aan de Herengracht is plat tegen de gevel gesitueerd. Het balkon op de hoek is uitgevoerd als loggia met twee rondboogconstructies die ondersteund wordt door een natuurstenen zuil, staande op de balustrade. 
De bouwstijl is afwijkend voor het overig werk van Van Rossem en Vuyk (meest traditionele stijl); ze hebben zich bij dit hoekpand laten inspireren door de neorenaissance en Hendrik Petrus Berlage (balustrade, balkons en loggia).

## Afbeeldingen

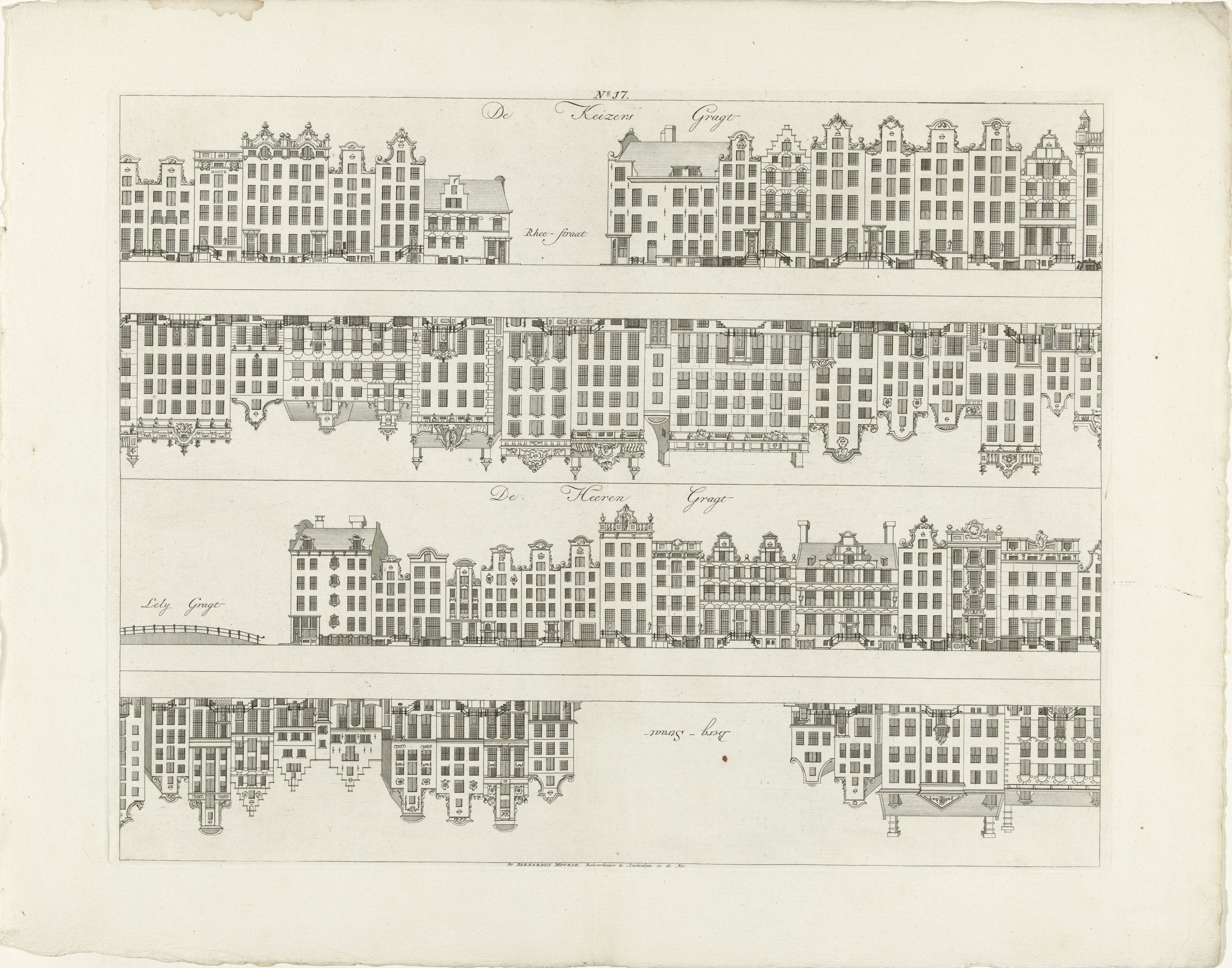
Grachtenboek, derde rij, linker gebouw
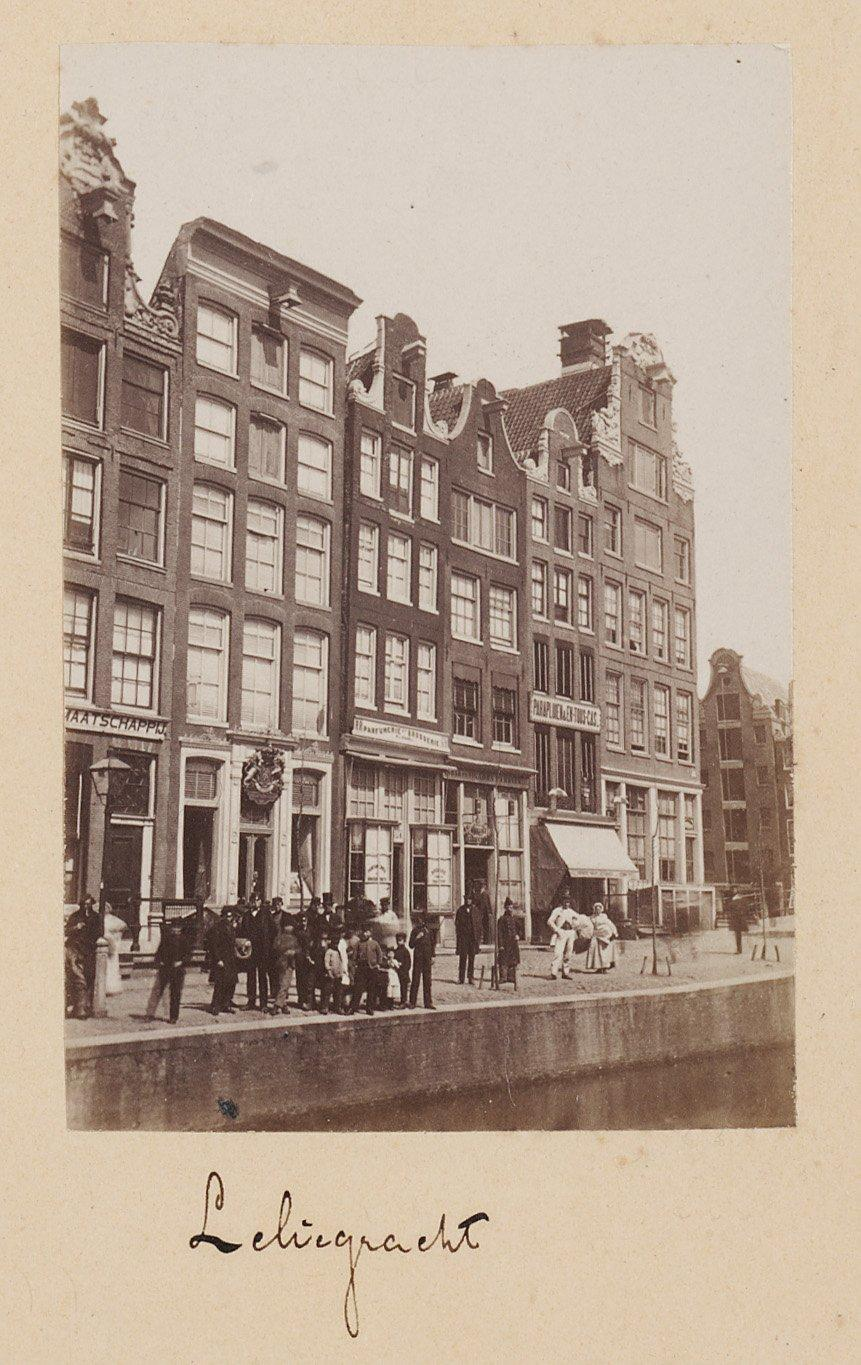
De hoek in jaren 1860-1870
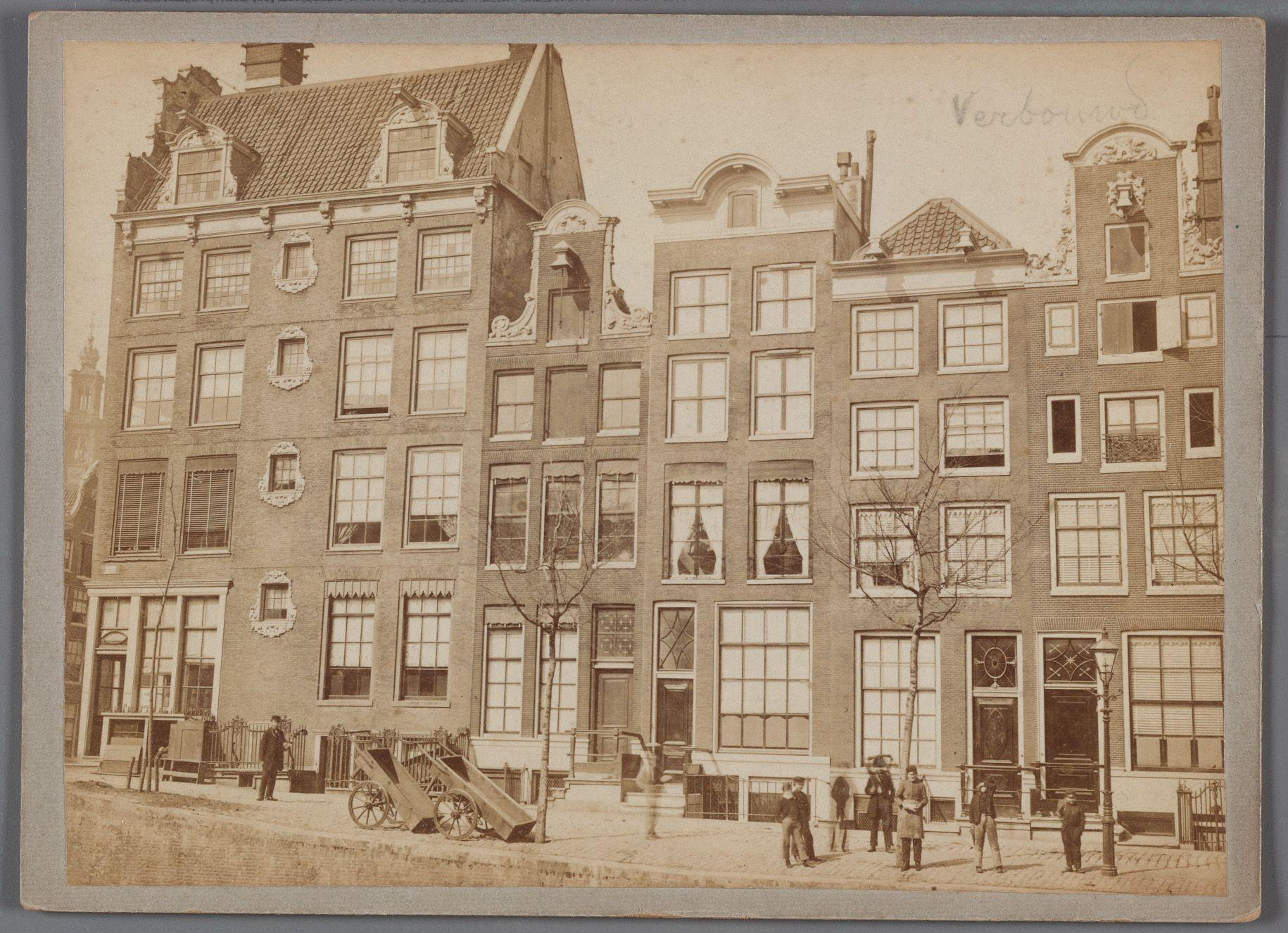
Het gebouw Leliegracht 2, links, vastgelegd door Gebroeders Douwes, rond 1875